# Aldeia do Mato
Aldeia do Mato fue una freguesia portuguesa del municipio de Abrantes, en el distrito de Santarém, con 31,68 km² de área y 441 habitantes (2011). Densidad: 13,9 hab/km². Durante la reforma administrativa nacional de 2013, fue fusionada con la freguesia de Souto para dar lugar a una nueva, Aldeia do Mato e Souto.

## Localización
Localizada al noroeste del concelho, la freguesia de Aldeia do Mato limitaba con la de Souto al nordeste y al este, con la de São Vicente al este, con la de Rio de Moinhos al sur, con la de Martinchel al oeste, con el concelho de Constância al sudoeste y por último, al norte, con el embalse de Castelo de Bode, cuya margen opuesta pertenece al municipio de Tomar. En las orillas del embalse se asienta un parque náutico de recreo y existen también tres playas fluviales.

## Historia
Afectada por un intenso proceso de despoblación en las últimas décadas, debido en parte a la construcción en 1951 del embalse de Castelo de Bode, que sumergió buena parte de sus olivares (llegó a tener 1630 habitantes en 1950 y contaba todavía 1000 en 1981), la freguesia de Aldeia do Mato quedó extinguida en el marco de la reforma administrativa de 2013, fusionándose con la de Souto para formar una nueva, denominada Aldeia do Mato e Souto, con sede en la primera. Hasta su desaparición, Aldeia do Mato era la octava freguesia del concelho en extensión, pero también la menos poblada y, por consiguiente, la tercera de menor densidad demográfica.

## Patrimonio
En el patrimonio histórico-artístico de la antigua freguesia se cuentan la iglesia de Santa María Magdalena (sede parroquial), del siglo XVIII, la del Sagrado Corazón de María y la de Pucariça.